# Kidane Yebio
Kidane Yebio (* 25. Januar 1958 in Shinara, Eritrea) ist eritreisch-katholischer Bischof von Keren. 

## Leben
Kidane Yebo besuchte von 1969 bis 1973 die St. Joseph-Schule in Keren, die von den Brüdern der christlichen Schulen geleitet wird. Danach ging er auf das kleine Priesterseminar in Keren, 1976 wechselte er zum Priesterseminar nach Asmara. Hier schloss er seine Schulzeit mit der Hochschulreife ab. Von 1980 bis 1982 studierte er an der Universität Asmara Biologie und allgemein Wissenschaften. Er wechselte 1983 zum Theologischen Institut in Asmara und wurde am 30. Juni 1985 zum Priester geweiht.
Seine hervorragenden Leistungen führten ihn dann nach Rom, wo er von 1986 bis 1988 biblische Theologie an der Päpstlichen Universität Heiliger Thomas von Aquin studierte und mit dem Lizentiat (MA) abschloss. Es folgte ein weiteres Studium des orientalischen Kirchenrechts am Päpstlichen Orientalischen Instituts in Rom an. 1990 erhielt er sein Lizentiat (MA) im Kirchenrecht.
In den Semesterferien war Yebio in Long Island als Hilfspfarrer tätig, gleichzeitig arbeitete er an Übersetzungen des Messbuches, dem Neuen Testament und liturgischen Gebeten in die Blin Sprache. Er spricht fließend Blin, Tigrinya, Amharisch, Englisch und Italienisch. 1991 kehrte Yebio nach Eritrea zurück und übernahm als Pastor eine Kirchengemeinde in Haddish Addi. 1992 wurde er Direktor des Priesterseminars in Asmara und lehrte gleichzeitig am Theologischen Institut Asmara Bibelkunde und Kirchenrecht. Von 1993 bis 1995 war er Generalvikar für die westlichen Gebiete der Eparchie Keren, seit 1993 leitete er ebenfalls die Gemeinden Shinnara, Jengeren, Halhal und Afabet. 
1996 wurde er zum Generalvikar der Diözese Keren ernannt und am 4. Januar 2003 ernannte ihn Papst Benedikt XVI. zum Bischof von Keren. Bischof Menghisteab Tesfamariam MCCJ von Asmara und die Mitkonsekratoren Bischof Thomas Osman OFMCap von Barentu und der emeritierte Bischof Luca Milesi von Barantu weihten ihn am 2. März 2003 zum Bischof. Bischof Kidane Yebio ist Mitglied der Vereinigung der Bischofskonferenzen Ostafrikas und war 2008 Delegierter zur XII. Ordentlichen Generalversammlung der Bischofssynode.